# Rue des Terres-au-Curé
La rue des Terres-au-Curé est une voie du 13e arrondissement de Paris, en France.

## Situation et accès
La rue des Terres-au-Curé est une voie publique située dans le 13e arrondissement de Paris. Elle débute au 70, rue Regnault et se termine au 41, rue Albert.

## Origine du nom
Son nom fait référence à un lieu-dit, un grand terrain appartenant à un prêtre.  

## Historique
Cette voie, qui faisait précédemment partie de la commune d'Ivry, est tracée sur le plan cadastral de 1812 sous le nom de « chemin de la Coupe-des-Terres-au-Curé ». 
Rattachée à la voirie de Paris en 1863, elle prend sa dénomination actuelle le 1er février 1877. Lors de la création du chemin de fer de Petite Ceinture la rue fut coupée en deux et la seconde partie devint le « square Masséna » .

## Bâtiments remarquables et lieux de mémoire
- No 18: : À cette adresse se situe le siège social de l'association France Parkinson